# 周𢋡
周𢋡（廥）（1444年—？），字克禮，南直隸常州府武進縣人，軍籍，明朝政治人物。

## 生平
應天鄉試第四十二名舉人，成化十四年（1478年）中式戊戌科會試第八十九名，三甲第一百三十六名進士。任萬載縣知縣。

## 家族
曾祖周從善；祖父周讓；父周質。母陳氏。具慶下。娶张氏。